# Geslachtsverhouding
Geslachtsverhouding (ook wel naar het Engels 'sex ratio', afgekort: SR) is een term die de verhouding aangeeft van mannen ten opzichte van een aantal vrouwen. Deze verhouding kan op verschillende manieren worden uitgedrukt; in promilles (970 betekent dan 970 mannen op 1000 vrouwen), procenten of gewoon als een verhouding (1,04 betekent dan 1040 mannen op 1000 vrouwen). De verhouding wordt vaak gebruikt voor het aangeven van het aantal jongetjes dat wordt geboren in een bepaald gebied ten opzichte van het aantal meisjes. Deze verhouding is bij de geboorte over het algemeen positief in de richting van mannen en verschilt al sterk rond het vijfde levensjaar (SR5) tussen verschillende landen en regio's. Dit verandert naarmate gemeten wordt op hogere leeftijden. Boven de 40 jaar verandert de verhouding meestal in het voordeel van de vrouwen, die gemiddeld langer leven in de meeste landen.

## Verschillende cijfers

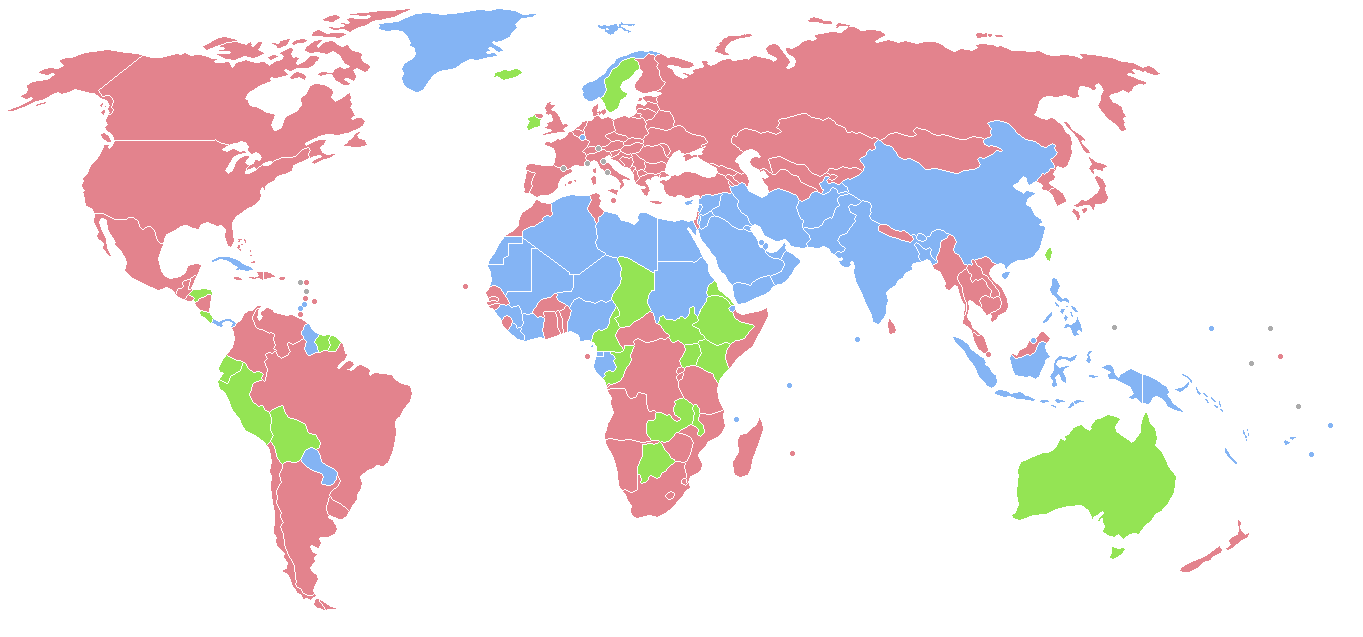

Bij de geboorte schommelt het getal meestal tussen de 1,03 en de 1,07.
De hoogste aantallen voor mannen liggen in oliestaten zoals Koeweit (1,52) en Qatar (1,89) waar veel gastarbeiders werken uit Aziatische landen. De hoogste aantallen voor vrouwen liggen in Oost-Europese landen waar door slechte economische omstandigheden na de val van de Sovjet-Unie mannen vaak veel ongezonder leven (alcohol en drugsgebruik in combinatie met zwaar werk en slechte werkomstandigheden). Voorbeelden zijn Estland (0,85) en Oekraïne (0,86). Ook "belastingparadijzen" zoals Monaco, San Marino en de Maagdeneilanden hebben relatief gezien een hoog percentage vrouwen.
In Europese landen is de geslachtsverhouding bij de geboorte ongeveer 1,05. In Aziatische landen ligt deze vaak hoger (rond 1,07). In ontwikkelingslanden zoals China en India is deze verhouding vaak nog hoger.
Een aantal SR5 (2000):
- China: 1,20
  - Henan: 1,35
- Zuid-Korea: 1,13
- India: 1,07 (2001)
  - Punjab: 1,26

## Oorzaken voor scheefgroei en de gevolgen
Deze verhoudingen ontstaan vaak niet natuurlijk, maar door selectiviteit bij de gezinsvorming. Doordat jongens verantwoordelijk zijn voor het in stand houden van de familielijn en de oudedagvoorziening verzorgen, wordt er soms alles aan gedaan om maar een jongen te krijgen. De oorzaken voor het hoge aantal jongens heeft drie oorzaken:
- Abortus provocatus
- Kindermoord (In China gebeurde dit soms door overheidsfunctionarissen als geconstateerd werd dat een vrouw al een of meerdere baby's had gehad, hetgeen niet in lijn met het 1-kindbeleid was. Zulke baby's werden dan "geclassificeerd" als 'doodgeboren')
- Selectieve kindernalatigheid: jongens krijgen dan meer aandacht van de ouders dan meisjes, waardoor die een hogere risico lopen.
- Oorlog: (vaak mannelijke) inwoners sterven als soldaat aan het front.

De scheve verhouding in China heeft ertoe geleid dat China momenteel kampt met een geschat "overschot" van 40 miljoen mannen op 1,3 miljard inwoners. Volgens econoom Amartya Sen is dit getal in India ongeveer even hoog. Hij onderzocht de oorzaken en gevolgen van een dergelijke evolutie. Zijn uitkomsten waren dat sociologisch gezien in de maatschappij de man hoger wordt geacht om redenen van het dragen van de vaderlijke achternaam, de cult van de voorvaderen (jongens dragen de dodenbaar en verzorgen de crematierituelen) en economisch gezien wordt de arbeidskracht van een jongen en zijn "economische rentabiliteit" hoger ingeschat dan die van een meisje. Dit leidt ertoe dat de ouderlijke keuze bij de geboorte soms in de buurt van "sexocide" komt. Deze afwijking wordt nog versterkt door de toenemende toepassing van kunstmatige inseminatie tussen echtparen. Het vooralsnog grootste effect hiervan zal volgens hem de "strijd om het wijfje" zijn in de toekomst. Dit valt echter niet te analyseren omdat het een relatief nieuw verschijnsel is bij mensen en er dus geen vergelijkingen met het verleden kunnen worden gemaakt.

## Maatregelen en problemen
India is zich bewust van het verschijnsel en probeert dit verschijnsel terug te dringen door ouders met slechts 1 meisje een speciale premie te geven (bijvoorbeeld in de deelstaat Andhra Pradesh). Dit wordt echter gezien als een tijdelijke oplossing. Voor een werkelijke omslag zal India volgens Sen eerst de demografische transitie volledig moeten hebben doorlopen. De situatie in Bangladesh is mogelijk nog schrijnender. De bevolkingsdichtheid bedraagt daar meer dan 1000/km² en de bevolking is er zeer arm. Onderzoekers maken zich grote zorgen over de situatie daar.